# Linaria meyeri
Linaria meyeri är en grobladsväxtart som beskrevs av Kuprian.. Linaria meyeri ingår i släktet sporrar, och familjen grobladsväxter. Inga underarter finns listade i Catalogue of Life.